# Ribadumia (ort)
Ribadumia är en ort i Spanien.   Den ligger i provinsen Provincia de Pontevedra och regionen Galicien, i den nordvästra delen av landet, 500 km nordväst om huvudstaden Madrid. Ribadumia ligger 45 meter över havet och antalet invånare är 4 302.
Terrängen runt Ribadumia är kuperad åt sydost, men åt nordväst är den platt. Runt Ribadumia är det tätbefolkat, med 319 invånare per kvadratkilometer. Närmaste större samhälle är Pontevedra, 12,9 km sydost om Ribadumia. I omgivningarna runt Ribadumia växer i huvudsak blandskog.